# Борислав Тодоровић
Борислав-Бора Тодоровић (Београд, 1913 — Њујорк, 1984) био је официр Југословенске војске, током Другог светског рата био је припадник Југословенске војске у отаџбини.

## Биографија
После завршене Војне академије постао је активни официр војске Краљевине Југославије. У Априлском рату 1941. године пао је у немачко заробљеништво. Године 1942. капетан Борислав Тодоровић и капетан Леонида Пахани, успели су да при другом покушају побегну из немачког логора. Њих двојица препешачили су пола Немачке, целу Француску, део Шпаније да би преко Португала и Лисабона стигли у Лондон. Током овог савршеног бекства илегалним путовањем кроз непријатељску територију, увек су били корак испред Гестапоа, који се дао у потеру за бегунцима.
У Лондону, капетан Борислав Тодоровић је постављен за помоћника шефа Војног кабинета Живана Кнежевића у влади Слободана Јовановића. Тодоровић се пребацио на Средњи исток и, по завршеном падобранском курсу, придружио се америчкој војној мисији, која се спремала за одлазак у Врховну команду ЈВуО. У Врховну команду генерала Драгољуба Михаиловића, америчка војна мисија искаче падобранима септембра 1943. године. Чланови мисије били су пуковник Алберт Сајц, капетан Валтер Менсфилд, официр за везу капетан Борислав Тодоровић и један амерички радио-телеграфиста.
Капетан Тодоровић постаје војни изасланик за савезничке војне мисије при Југословенској војсци у Отаџбини. Са савезничким официрима обилази највећи део земље и на терену упознају се о правом стању ствари. Обилазе јединице ЈВуО и народ, који их пригодно дочекује, том приликом прикупљали су податке који могу бити од интереса за владу и војне кругове у Сједињеним Државама. У јесен 1943. Тодоровић је сведок кључних битака између четника и Немаца, а потом између четника и партизана. Године 1944. потпуковник Живан Кнежевић и капетан Борислав Тодоровић после одласка у Вашингтон, САД изложили су ситуацију о догађајима у окупираној Југославији. У томе су имали помоћ пуковника Алберта Сајца и капетана Валтера Менсфилда (чланове некадашње америчке војне мисије при Врховној команди ЈВуО).
После рата остаје у Америци. Био је декан Факултета за финансијске науке у Њујорку и најбољи брокер за осигурања у историји САД. И данас најбољи брокер године у САД добија награду „Борис Тодоровић”. Објавио је књигу „Последњи рапорт”. Умро је 1984. године у Њујорку.